# ニューイヤーズデイ (競走馬)
ニューイヤーズデイ（New Year's Day、2011年4月22日 - ）は、アメリカ合衆国生産のサラブレッドの競走馬・種牡馬。2013年のブリーダーズカップ・ジュヴェナイルに優勝したが、その後怪我により引退に追い込まれた。その後種牡馬として、マキシマムセキュリティなどを出している。
馬名は日本に輸入されるまでは、「ニューイヤーズデー」と表記されることがあった。

## 経歴
ケンタッキー州のクリアスカイファームで生産されたサラブレッドの牡馬である。父はドバイワールドカップなどに勝ったストリートクライ、母ジャストウィッスルディキシーはダヴォナデールステークス（G2）などの勝ち鞍がある馬であった。ニューイヤーズデイは2012年のキーンランドのイヤリングセールに上場され、ベン・グラスの仲介のもと、425,000ドルでウェスト夫妻に落札された。
ボブ・バファート調教師のもとで競走馬として馴致された。そして2013年8月18日のデルマー競馬場で行われた9頭立ての未勝利戦（ポリトラック5.5ハロン・約1105メートル）でデビューを迎え、ギャレット・ゴメス騎手のもとで3着に入った。2週間後、ニューイヤーズデイは同じくデルマーで行われた未勝利戦（8ハロン・約1609メートル）に出走し、単勝オッズ1.9倍の1番人気に支持され、それに応えるように1馬身3/4差をつけて初勝利を挙げた。
ニューイヤーズデイ陣営が3戦目に選んだのは、この年はサンタアニタパーク競馬場で行われるブリーダーズカップ・ジュヴェナイル（8.5ハロン・約1709メートル）で、鞍上をマルティン・ガルシアに乗り替えて登録された。同年のこの競走にはシャンペンステークス勝ち馬のハバナや、ホープフルステークス勝ち馬ストロングマンデートなどが出走しており、ニューイヤーズデイは単勝オッズ11倍と穴馬扱いであった。ゲートが開くとコンクエストタイタンという馬が先手を取り、それにハバナやストロングマンデートなどが後ろにつけて追いかけ、ニューイヤーズデイは中団に位置する展開になった。6ハロンが過ぎて第3コーナーに差し掛かる頃合いでハバナやストロングマンデートらが先頭を奪おうと動き出していた。ニューイヤーズデイとガルシアも進出し始めるが、ガルシアはこのペースで争うのはニューイヤーズデイに得策ではないと判断し、チャンスが来るのを慎重に待っていた。内側と前方で壁ができて、前が開かない状況のまま直線に入っていったニューイヤーズデイであったが、残り1ハロンを迎えたときに、内側の馬が後退したその瞬間を見計らってすり抜け、ハバナとストロングマンデートの2頭を交わしてゴール、2着のハバナに1馬身1/4差をつけて優勝を手にした。
しかし、同年のクリスマスイヴの頃の調教中に怪我し、左後肢の種子骨が欠けてしまった。このため12月26日に引退を発表し、ヒルンデイルファームで種牡馬入りすることとなった。翌年の年初にエクリプス賞の投票が行われ、ニューイヤーズデイも最優秀2歳牡馬の候補となったものの、同年無敗で連勝を重ねたシェアードビリーフに敗れて受賞はならなかった。

## 種牡馬入り後
2014年よりケンタッキー州のヒルンデイルファームで種牡馬となり、初年度の種付け料は12,500ドル、翌年2015年には7,500ドルに設定されていた。
2018年、ニューイヤーズデイはブラジルのオーナーブリーダーであるルイス・フェリペ・ブランドン・ドス・サントスによって購入され、同氏の持つエテルナメンテリオ牧場へと輸出された。2019年5月、アメリカの競馬情報誌ブラッド・ホースはニューイヤーズデイが日本の牧場から購入されたと報じた。その後10月18日に北海道安平町の社台スタリオンステーションに到着、同地で繋養されることになった。
日本における種牡馬繋養1年目に、158頭の繁殖牝馬と交配され、103頭が出産、102頭が血統の登録をされた。2023年の種付け頭数は157頭となった。
そして、2023年8月27日の新潟競馬場で行われた2歳新馬（芝1600m）において、ベストオブユー（美浦・久保田貴士厩舎）が勝利を飾り、JRAとしての産駒初勝利を飾った。
2025年より北海道新冠町の優駿スタリオンステーションに移動して種牡馬生活を送ることになった。

### 主な産駒
日本登録馬以外はGI競走優勝馬のみ記載。
GI競走優勝馬
- 2016年産
  - マキシマムセキュリティ - フロリダダービー、ハスケルインビテーショナルステークス、シガーマイルハンデキャップ、パシフィッククラシックステークス（ケンタッキーダービー1着入線17着降着、サウジカップ1着入線失格）
  - ファイティングマッド - クレメント・Ｌ・ハーシュステークス
- 2022年産
  - ミリアッドラヴ - エーデルワイス賞、全日本2歳優駿

グレード制重賞優勝馬
- 2021年産
  - エートラックス - 兵庫チャンピオンシップ、東京スプリント

地方重賞優勝馬
- 2022年産
  - オケマル - ネクストスター園田、園田ジュニアカップ、兵庫若駒賞、菊水賞、兵庫優駿
  - プラウドフレール - 東京2歳優駿牝馬、ユングフラウ賞、桜花賞
  - ムーンオブザエース - 飛燕賞、佐賀皐月賞、九州優駿栄城賞

## 血統表
| ニューイヤーズデイの血統                 | ニューイヤーズデイの血統                                | ニューイヤーズデイの血統                                | （血統表の出典）                                        | （血統表の出典） |
| 父系                                     | ミスタープロスペクター系                                | ミスタープロスペクター系                                | ミスタープロスペクター系                                | [ § 2 ]          |
| 父 Street Cry アイルランド 1998 黒鹿毛   | 父の父Machiavellian アメリカ 1987 黒鹿毛                | Mr. Prospector                                          | Raise a Native                                          | Raise a Native   |
| 父 Street Cry アイルランド 1998 黒鹿毛   | 父の父Machiavellian アメリカ 1987 黒鹿毛                | Mr. Prospector                                          | Gold Digger                                             |                  |
| 父 Street Cry アイルランド 1998 黒鹿毛   | 父の父Machiavellian アメリカ 1987 黒鹿毛                | Coup de Folie                                           | Halo                                                    | Halo             |
| 父 Street Cry アイルランド 1998 黒鹿毛   | 父の父Machiavellian アメリカ 1987 黒鹿毛                | Coup de Folie                                           | Raise the Standard                                      |                  |
| 父 Street Cry アイルランド 1998 黒鹿毛   | 父の母Helen Street イギリス 1982 鹿毛                   | Troy                                                    | Petingo                                                 | Petingo          |
| 父 Street Cry アイルランド 1998 黒鹿毛   | 父の母Helen Street イギリス 1982 鹿毛                   | Troy                                                    | La Milo                                                 |                  |
| 父 Street Cry アイルランド 1998 黒鹿毛   | 父の母Helen Street イギリス 1982 鹿毛                   | Waterway                                                | Riverman                                                | Riverman         |
| 父 Street Cry アイルランド 1998 黒鹿毛   | 父の母Helen Street イギリス 1982 鹿毛                   | Waterway                                                | Boulevard                                               |                  |
| 母 Justwhistledixie アメリカ 2006 黒鹿毛 | 母の父Dixie Union アメリカ 1997 黒鹿毛                  | Dixieland Band                                          | Northern Dancer                                         | Northern Dancer  |
| 母 Justwhistledixie アメリカ 2006 黒鹿毛 | 母の父Dixie Union アメリカ 1997 黒鹿毛                  | Dixieland Band                                          | Mississippi Mud                                         |                  |
| 母 Justwhistledixie アメリカ 2006 黒鹿毛 | 母の父Dixie Union アメリカ 1997 黒鹿毛                  | She's Tops                                              | Capote                                                  | Capote           |
| 母 Justwhistledixie アメリカ 2006 黒鹿毛 | 母の父Dixie Union アメリカ 1997 黒鹿毛                  | She's Tops                                              | She's a Talent                                          |                  |
| 母 Justwhistledixie アメリカ 2006 黒鹿毛 | 母の母General Jeanne アメリカ 1999 鹿毛                 | Honour and Glory                                        | Relaunch                                                | Relaunch         |
| 母 Justwhistledixie アメリカ 2006 黒鹿毛 | 母の母General Jeanne アメリカ 1999 鹿毛                 | Honour and Glory                                        | Fair to All                                             |                  |
| 母 Justwhistledixie アメリカ 2006 黒鹿毛 | 母の母General Jeanne アメリカ 1999 鹿毛                 | Ahpo Hel                                                | Mr. Leader                                              | Mr. Leader       |
| 母 Justwhistledixie アメリカ 2006 黒鹿毛 | 母の母General Jeanne アメリカ 1999 鹿毛                 | Ahpo Hel                                                | Tiy                                                     |                  |
| 母系(F-No.)                              | 8号族(FN:8-c)                                           | 8号族(FN:8-c)                                           | 8号族(FN:8-c)                                           | [ § 3 ]          |
| 5代内の近親交配                          | - Mr. Prospector 3×5 - Hail to Reason 5×5 - Natalma 5×5 | - Mr. Prospector 3×5 - Hail to Reason 5×5 - Natalma 5×5 | - Mr. Prospector 3×5 - Hail to Reason 5×5 - Natalma 5×5 | [ § 4 ]          |
| 出典                                     | 1. 2. 3. 4.                                             | 1. 2. 3. 4.                                             | 1. 2. 3. 4.                                             | 1. 2. 3. 4.      |

### 血統背景
- 母 Justwhistledixie は現役時代にG2を2勝した活躍馬[18]。母としてはこれまでに送り出した5頭中4頭（ニューイヤーズデイ含めて）がグレードレース勝ち馬という非常に優秀な繁殖成績を収めている[19][20][21]。